# Rudolph Scheffer
Rudolph Herman Christiaan Carel Scheffer (Spaarndam , 1844 - Sindanglaja, 1880) foi um botânico, neerlandês.